# Luz violeta
La luz violeta es el violeta de tipo monocromático que corresponde al espectro visible de luz cuya longitud de onda dominante mide entre 380 y 420 nm. Si la longitud de onda es mayor se encuentra la luz azul y si es menor está la radiación ultravioleta, la cual no es visible pero presenta mayor energía por fotón.

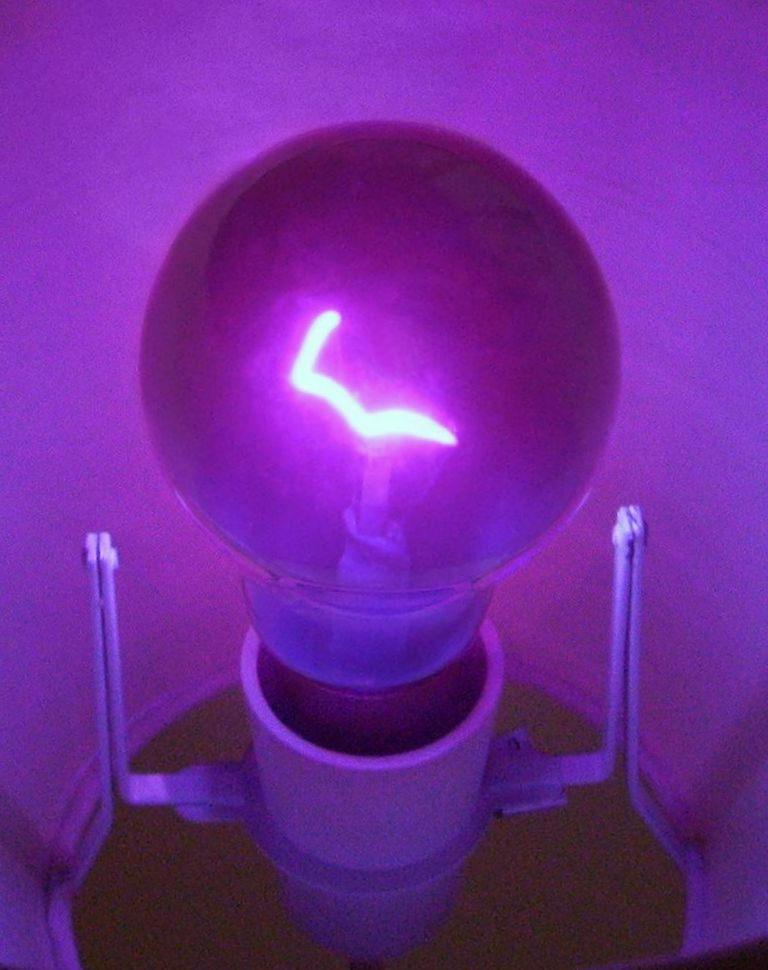
Foco de luz violeta y ultravioleta.

El violeta espectral es el color violeta de la región del espectro electromagnético que el ojo humano es capaz de percibir. La longitud de onda de la luz violeta es de alrededor de 400 nm; las frecuencias más altas que el violeta —y, por lo tanto, de longitudes de onda más cortas— se denominan ultravioletas y no son visibles. Así, el color violeta corresponde a la frecuencia más alta de luz discernible por el ojo humano. 
Aunque la luz violeta monocromática y una combinación apropiada de rojo y azul produzcan sensaciones similares para el ojo humano, son dos tipos de radiación electromagnética completamente distintas. Ver violeta (color)
La luz azul/violeta tiene menor temperatura (color frío) pero mayor energía que la luz de otros colores. Debido a esto ha tenido uso médico, por ejemplo en el tratamiento de acné, porque mata las bacterias al dañar la membrana bacteriana. Para el uso médico histórico ver: Rayos de luz violeta.

### En el espectro newtoniano y en el arcoíris: séptimo color
En Occidente, la interpretación tradicional del cromatismo del arcoíris sostiene que este contiene siete colores, que corresponden a los siete colores en que Newton dividió el espectro de luz visible en 1672. En este contexto, el violeta es considerado el séptimo color, tanto del espectro newtoniano como del arcoíris.

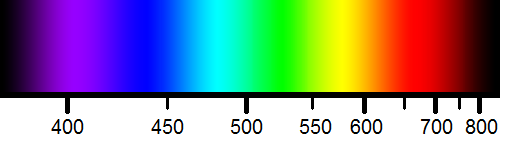
En el espectro de luz visible, el violeta está en uno de los extremos

Los objetos que reflejan la luz violeta espectral parecen muy oscuros, porque la visión humana es poco sensible a estas longitudes de onda.

### Violetas espectrales
Dentro del espectro visible hay una gama continua de tonos violetas. El espectro violeta puede dividirse en secciones: 
- Violeta vivo: entre los 420 y 400 nm de longitud de onda, da tonos relativamente intensos de violeta que se encuentran cercanos al espectro azul. Es la zona violeta más identificable del espectro visible y del arcoíris.

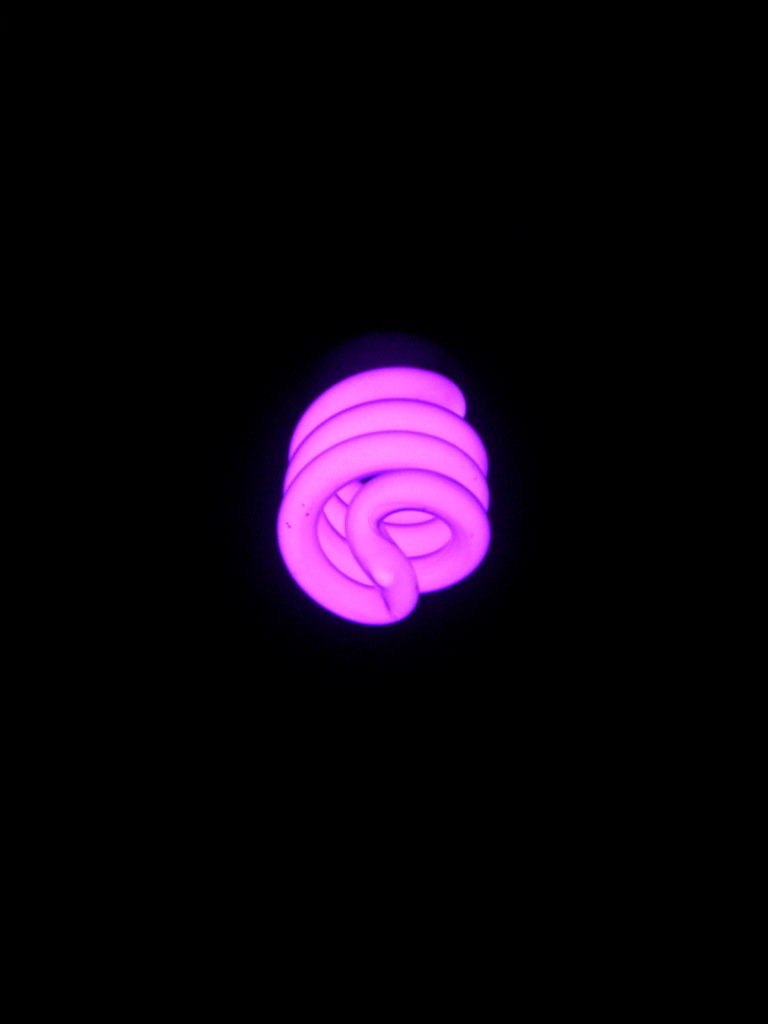
Lámpara fluorescente de luz ultravioleta.

- Violeta atenuado: entre los 400 y 380 nm, constituye una franja con doble connotación, porque por un lado se le considera como parte de la luz violeta visible y por el otro es parte de la radiación ultravioleta (UV).[3] La mayoría de cámaras fotográficas interpretarán a esta región del espectro, debido a como su sensor de luz rojiza está diseñado, como un color magenta. Sin embargo, una persona que observe luz de estas longitudes de onda la percibirá de color violeta, no magenta.
- Luz ultravioleta visible: entre los 380 y 310nm. Si bien por definición la radiación UV no es visible, una parte de esta radiación denominada UVA o ultravioleta cercana, puede ser visible bajo ciertas condiciones especialmente en niños y algunos adolescentes, debido a que el cristalino del ojo humano es más transparente a temprana edad.[4] Igualmente las personas que han perdido su cristalino por alguna situación médica podrán ver este espectro magenta. Esta luz (UVA) tiene una óptima percepción en algunas aves e insectos, y es menos energética y dañina que la radiación UVB.